# José Rosa Sampaio
José Rosa Sampaio (Monchique, 13 de Julho de 1949 - 20 de Junho de 2019), foi um jornalista, professor e historiador português.

## Biografia

### Primeiros anos
José Rosa Sampaio nasceu na vila de Monchique em 13 de Julho de 1949, onde viveu os primeiros doze anos. Passou depois por várias localidades em Portugal e no estrangeiro, onde fez os seus estudos e começou a trabalhar, inicialmente na hotelaria.

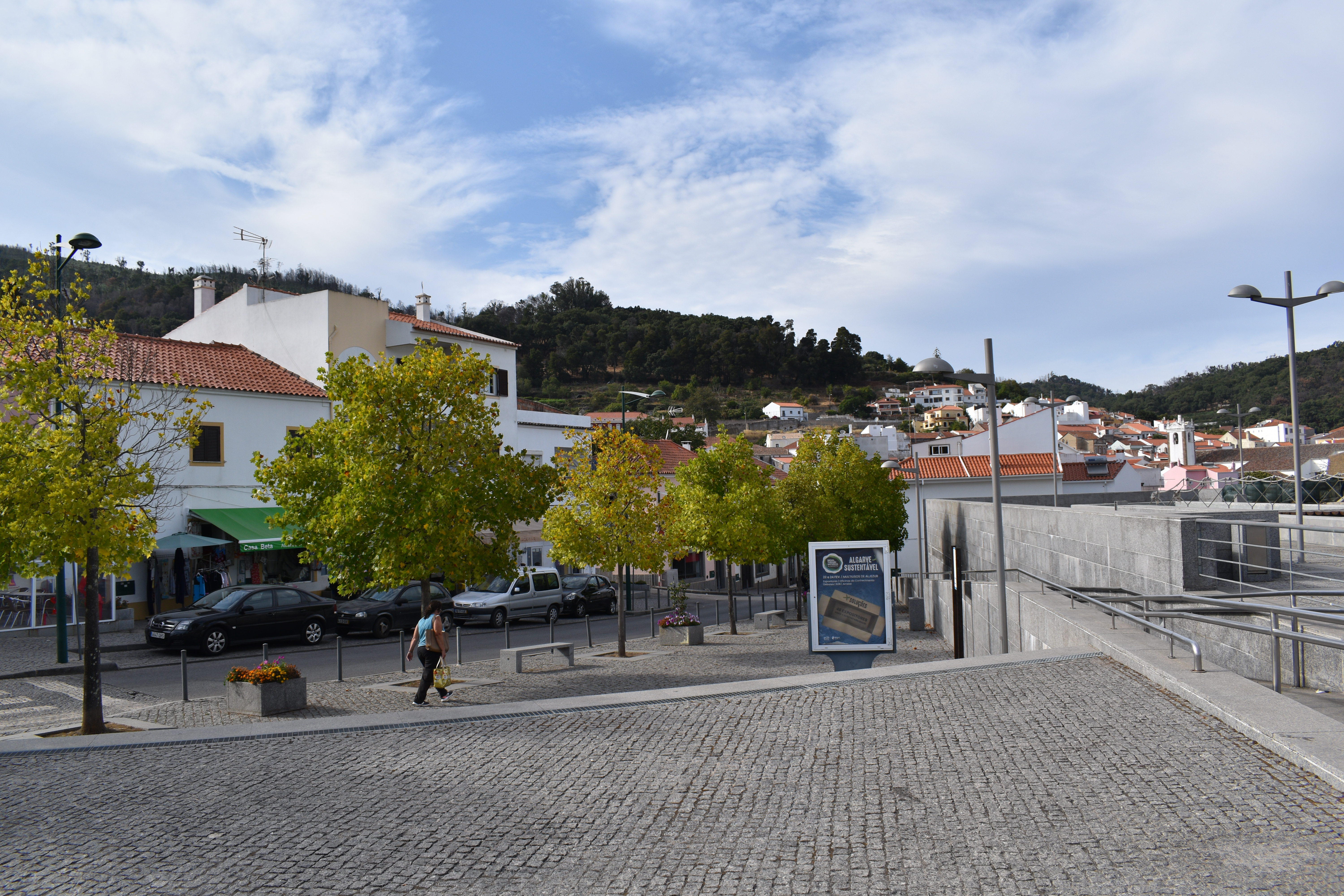
Vila de Monchique, em 2019.

### Carreira profissional
José Rosa Sampaio trabalhou como jornalista, tendo colaborado nos periódicos Jornal de Monchique e Barlavento.
Exerceu como professor de história na Escola EB 2,3 de Monchique, onde publicava o suplemento «Cultura Escolar» para o Jornal de Monchique.
Destacou-se igualmente como investigador, tendo estudado a história e a etnografia de vários concelhos no Algarve, principalmente o de Monchique. Publicou vários opúsculos, com financiamento próprio, e escreveu alguns textos de ficção em prosa e outros em poesia, que foi recolhida em diversos livros e antologias. Em 2002 editou o livro Monografia de Marmelete, e em Maio de 2018 publicou a Monografia de Alferce. Outra obra sua destacada foi Monchique na Primeira República.

### Falecimento e homenagens
José Rosa Sampaio faleceu em 20 de Junho de 2019, aos 69 anos de idade, devido a uma doença prolongada. O velório foi realizado no dia seguinte, na Igreja da Misericórdia, e o funeral teve lugar na Igreja Matriz de Monchique, no dia seguinte.
Na sequência do seu falecimento, a Câmara Municipal de Monchique emitiu uma nota de pesar, onde enalteceu o seu estudo do concelho de Monchique, e anunciou a publicação de uma antologia com todos os seus trabalhos, que estavam dispersos em várias pequenas edições de autor.